# ATSA
L’ATSA ou ATSA, quand l’art passe à l’action, anciennement Action terroriste socialement acceptable, est une association à but non lucratif québécoise et un organisme de bienfaisance enregistré, fondé en 1998 par les artistes Pierre Allard et Annie Roy. L'ATSA organise des événements dans le but d'éveiller les consciences par l'art. Au fil des années, l’ATSA a su tisser un réseau de partenariat important, et est notamment soutenu par le Conseil des arts du Canada (CAC), le Conseil des arts et des lettres du Québec (CALQ) et le Conseil des arts de Montréal (CAM).
Le nom légal de l'organisme est devenu « ATSA », les lettres patentes de l'organisme en font foi. Le nom « Action terroriste socialement acceptable » a été remplacé officiellement par le slogan « ATSA, quand l'art passe à l'action ».

## Mandat
Fondé en 1998 par Pierre Allard et Annie Roy, l’Action terroriste socialement acceptable crée, produit et diffuse dans l’espace public, des œuvres interdisciplinaires ludiques et engagées. Motivées par le désir d’interpeller la population envers des causes sociales, environnementales et patrimoniales cruciales, leurs créations visent à redonner à la place publique sa dimension citoyenne d’espace ouvert aux discussions.
L’ATSA s’adresse aussi bien au grand public qu’à un public averti en art actuel ou intéressé aux thématiques abordées.
L'ATSA est reconnu pour son engagement et son expertise en interventions artistiques dans l’espace public, cet organisme est régulièrement invité à participer à des conférences, ateliers et colloques.

## Historique
En 1997, Pierre Allard et Annie Roy créent La banque à bas. Installation fondatrice, elle consistait en un guichet automatique de vêtements chauds construit à partir de poêles de cuisine récupérés et déposés illégalement devant le musée d'art contemporain de Montréal. Les portes de four s’ouvraient et faisaient office d’antre de dépôt et de retrait de bas chauds. La symbolique du poêle de cuisine évoque une maison, un lieu pour se réchauffer, celui que les sans-abri n’ont pas. Cette installation dénonçait les profits faramineux des banques canadiennes face à un accroissement du phénomène de l’itinérance au pays tout en répondant au manque de visibilité de l’art public lors de l’exposition De fougue et de passion au MAC. Après quelques pourparlers avec la place des Arts et le musée, l’installation de l’ATSA a finalement eu pignon sur rue pendant plus de deux mois, et a permis de distribuer plus de 15 000 $ en vêtements chauds aux gens de la rue
L'ATSA est né peu après dans le but même d'utiliser l'art à des fins de justice sociale, de protection de l'environnement et de préservation du patrimoine.
En 1998, inspiré par le cinquantième anniversaire de la Déclaration universelle des droits de l'homme, l’Action terroriste socialement acceptable crée l'État d’Urgence. L’évènement prend la forme d’un camp de réfugiés effectif en plein centre-ville, ouvert 24 h sur 24 sur une période de quatre à dix jours. Jusqu’en 2010, ce manifestival, offrant des dortoirs, trois repas par jour et une multitude de services aux personnes seules et itinérantes, a permis à des centaines d’artistes de réfléchir esthétiquement à la grande précarité et d’y présenter leur travail dans un contexte de rencontre directe et d’aide concrète. Des centaines de bénévoles et d’entreprises ont donné tout son sens citoyen à cette rencontre sociale sur la place publique, vécue telle une résistance à l’individualisme et à la dégradation des rapports sociaux.
En 2008 l’Action terroriste socialement acceptable publie Quand l'art passe à l'action, une monographie de 144 pages, conçue par orangetango.
Plusieurs personnalités engagées, écrivains, ou encore sociologues, dont Laure Waridel, Dinu Bumbaru, Guy Sioui Durand, Sonia Pelletier, ont participé à l’écriture de cet ouvrage qui retrace l’histoire de l’ATSA et remet en perspective les problématiques soulevées par les interventions des artistes Annie Roy et Pierre Allard.
En 2009, Magnus Isacsson et Simon Bujold réalisent un documentaire sur le groupe intitulé L'art en action.
En 2010, à la suite d'une controverse sur les subventions culturelles, le groupe est pris à partie par le ministre du Patrimoine James Moore, au sujet de l'usage du mot « terroriste » dans leur nom. À la suite des coupures dans les subventions, le groupe doit cesser l'État d'Urgence. Le prix Nature de l'art Pratt & Whitney Canada du Conseil des arts de Montréal leur a été accordé la même année.
L’ATSA décide alors de faire perdurer le rendez-vous sur la place Émilie-Gamelin de Montréal en se recentrant sur une création centrale et en réduisant certains services. La nouvelle mouture qui s’intitule Fin novembre, est un événement interdisciplinaire qui invite le public montréalais et les personnes vivant en situation de précarité à assister et à participer à des activités artistiques et solidaires variées et gratuites, dans le but de créer une rencontre unique entre deux mondes qui s’ignorent habituellement.
Le 22 avril 2012 l'ATSA a participé à la création de la plus grande main humaine au monde aux côtés de Dominic Champagne. 250 000 à 300 000 personnes se
sont rassemblées à Montréal pour marcher de la place des Festivals jusqu’au parc du Mont-Royal.

## Interventions

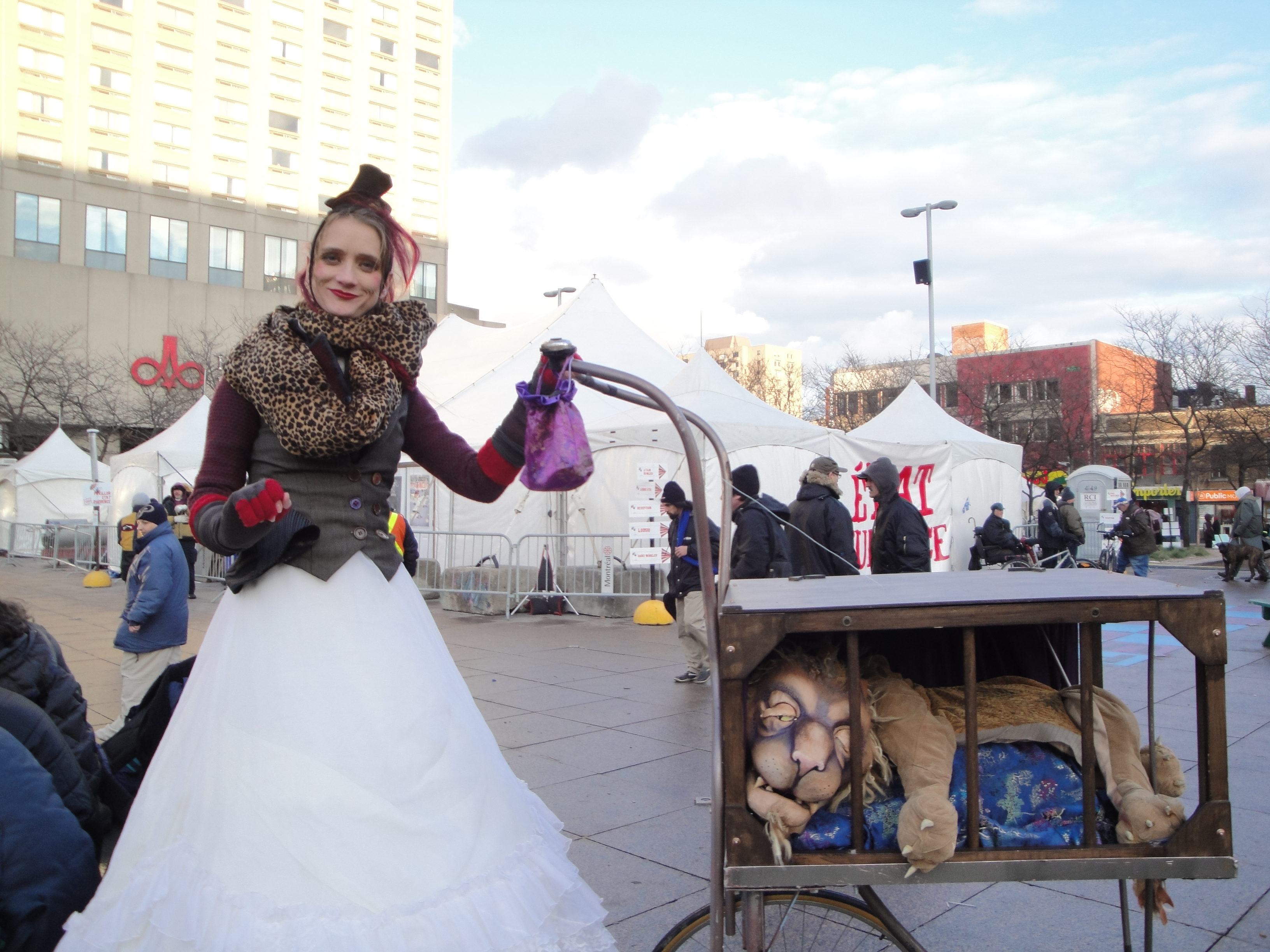
État d'Urgence, Place Émilie-Gamelin, Montréal, 2010

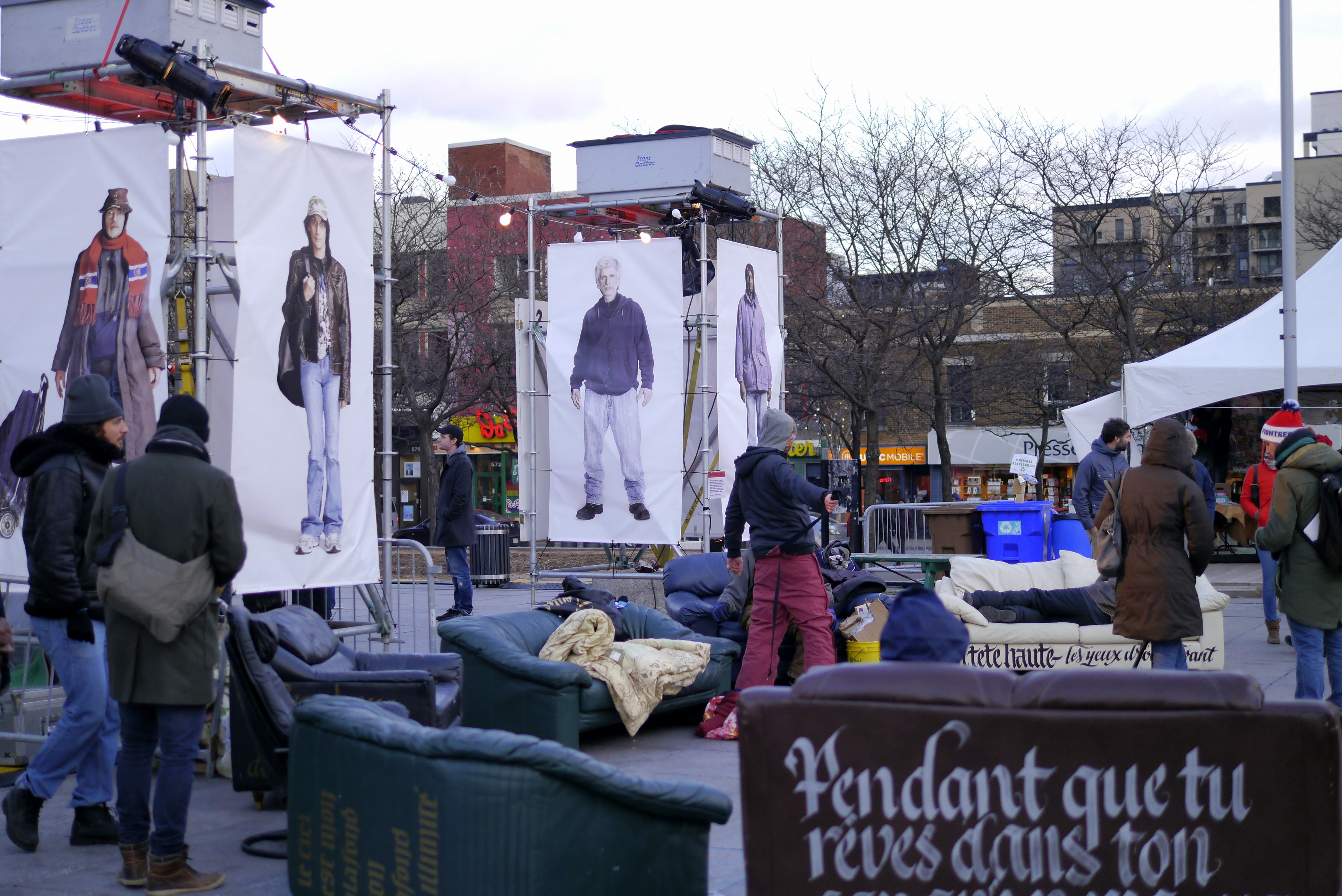
Fin Novembre, Place Émilie-Gamelin, Montréal, 2013

Depuis sa fondation, l'ATSA a organisé plusieurs activités et manifestations. Le groupe tient aussi différents kiosques d'information pour véhiculer les buts de leur entreprise.
- 1998 - 2010 : État d’urgence. Manifestival interdisciplinaire visant la rencontre et l’entraide envers les gens de la rue, sous la forme d’un camp de réfugiés urbains ouvert 24/24 en plein centre-ville montréalais.
- 2001 : Parc industriel. Faux site archéologique fait de rebuts proposant une réflexion sur la société actuelle de surconsommation.
- 2001 : À vos marques. Installation à l'AmericanCan sur le culte du travail et de la performance.
- 2002 : Les Murs Du Feu. Soirée incendiaire et trajet piétonnier sur l’histoire du Montréal incendié.
- 2002 : Attention : zone épineuse. Intervention sur le mont Royal sur la précarité des patrimoines écologiques.
- 2003-2007 : Attentat. Série pancanadienne militant contre la production de véhicules ultras polluants de consommation de masse.
- 2004 : Frag. Parcours graphique et patrimonial permanent in situ sur l’histoire du boulevard Saint-Laurent.
- 2005: Wild Capitalism Hunting Games. Installation réalisée à Calgary dans le cadre de Art-City: festival for art, design and architecture.
- 2007-2008 : Squat polaire. Intervention itinérante proposant une réflexion sur les changements climatiques.
- 2008-2010 : Change. Galerie-laboratoire rétrospective de dix ans de création.
- 2009 : Bubblegum Cannonballs. Installation réalisée lors de la dixième Biennale de La Havane qui portait sur la thématique « Résistance et intégration à l’heure de la globalisation ».
- 2010-2014 : 10 ans d’urgence. Exposition itinérante pan canadienne rétrospective sur les douze État d’urgence.
- 2011 : Pigeon’s Club. Installation réalisée à Vancouver lors d’une résidence de création à la Grunt Gallery.
- 2011-2013 : Fin novembre. Événement interdisciplinaire de création en art actuel et de sensibilisation envers la précarité sociale.
- 2013 : Se mettre dans l'eau chaude. Création réalisée au théâtre l’Espace Libre à Montréal.
- 2013 : Tumentia quisquiliae Ladgalene. Création dans le cadre de Faire avec, au centre Admare aux îles de la Madeleine.

Ces actions s'inscrivent dans une démarche où la création artistique et l'engagement social vont de pair, à la rencontre des gens qui ne fréquentent pas forcément les musées.

## Tournées

### 2003-2007: Attentat #
- Montréal : coin St-Catherine / St-Dominique(14-17 août 2003)[13]!.
- Montréal : métro Mont-Royal (22 septembre 2003).
- Montréal : 3680 Jeanne-Mance - M.A.I.  '(25 septembre 2003).
- Montréal : place Émilie-Gamelin - État d’urgence ‘03  (5-8 décembre 2003).
- Montréal : Salon de l’Auto  (15-18 janvier 2004).
- Montréal : boulevard Saint-Laurent - Vente trottoir  (26-29 août 2004).
- Québec : place d’Youville (16-19 septembre 2004).
- Toronto : coin Yonge / Dundas Square (9-12 juin 2005).
- Ottawa : ByMarket (16-19 juin 2005).
- Montréal : Fonderie Darling(22 juil.-22 septembre 2005).
- Mise en ligne du Constat d’infraction citoyenne téléchargeable (oct. 2005).
- Toronto : galerie YYZ, en collaboration avec The Theatre Center (3 février 2006).
- Calgary : Hight performance rodeo, au EPCOR Center (18-20 janvier 2007).
- Vancouver : PuSH Festival, au VAG' (22-25 janvier 2007).
- Ottawa : à la Galerie SAW (22-31 mars 2007).

### 2008-2012: Change
- Montréal, boutique coin Saint-Laurent/Marie-Anne (2 octobre-20 décembre 2008)[14].
- Saskatoon, Paved Art (18 septembre-17 octobre 2009).
- Toronto, Free Gallery (3 juin-24 juillet 2010).
- Rouyn-Noranda, L'Écart (11 mars-10 avril 2011).
- Québec, Galerie des arts visuels de l'université Laval(15 sept.-16 oct. 2011).
- Carleton-sur-Mer, Centre d'artiste Vaste et Vague (10 fév.-23 mars 2012).

### 2010-2014: 10 ans d’urgence

#### Tournée montréalaise 2010-2011
- Ville Lasalle Galerie Les 3 C (30 sept.-23 oct. 2010)[15].
- Saint-Léonard, Galerie Port Maurice (28 oct.-12 décembre 2010).
- Montréal, Maison de la culture Mercier(22 jan.-27 février 2011).
- Verdun, Centre culturel de Verdun (2 mars-3 avril 2011).
- Maison culturelle et communautaire de Montréal-Nord (8 avr.-22 mai 2011).
- Maison de la culture Côte-des-Neiges (11 juin-20 août 2011).
- Centre des loisirs Saint-Laurent(25 août-oct. 2011).
- Maison de la culture Pointe-aux-Trembles (11 novembre 2011-22 janvier 2012).

#### Tournée québécoise 2012-2013
- Trois-Rivières, Centre Raymond-Lanier (15 sept.-20 oct. 2013).
- Drummondville, Maison des Arts (15 jan.-24 février 2013).
- Québec, Maison Hamel-Bruneau (26 sept.-6 décembre 2012).

#### Tournée canadienne 2013-2014
- Frédericton, NB, Gallery Connexion (25 juil.-3 sept.2013).
- Vancouver, BC, Grunt Gallery et Gallery Gachet (11 avr.-25 mai 2014).
- Galgary, AL, New Gallery(27 juin-2 août 2014).
- Winnipeg (St-Boniface), MB, Centre culturel franco-manitobain  (21 août- 3 oct. 2014).

## Prix et distinctions
- 2008 : Pratt & Whitney du CAM : Nature de l’art[16].
- 2008 : prix Citoyen de la culture[17] décerné par les Arts et la Ville  pour l’État d’Urgence.
- 2008 : prix Artistes pour la paix[18].
- 2011 : prix Giverny Capital[19]
- 2013 : mention d’honneur au prix du maire de Montréal en démocratie[20].

L'ATSA a été porte-parole:
- 2009 : cinquième sommet citoyen de Montréal.
- 2010 : vingt-deuxième exposition inter-collégiale d’arts plastiques du RIASQ.
- 2011 : Journées québécoises de la solidarité internationale
- 2013 : mouvement artistes citoyens au cœur de la Cité.

L’ATSA est membre du conseil d’administration du RAIQ.
L'ATSA est membre du Regroupement des centres d’artistes autogérés du Québec (RCAAQ)